# 김영주 (1955년)
김영주(金榮珠, 1955년 9월 13일~)는 대한민국의 농구선수 출신 정치인으로, 제21대 후반기 제1당 국회부의장이다. 제17·19·20·21대 국회의원이며, 제6대 고용노동부 장관(2017~2018)을 지냈다.
1955년 서울에서 태어났다. 중학교부터 농구 선수로 활동했고, 서울신탁은행 실업 농구단 선수로 활동하다가 은퇴 이후 서울신탁은행에서 근무하면서 노조 간부를 거쳐 전국 금융산업노조에서 여성 최초로 상임 부위원장을 지냈다.
1999년 김대중 대통령의 발탁으로 정치권에 입문해 3선의 국회의원을 지내며 국회 환경노동위원장을 역임하였다.
2017년 8월 문재인 정부의 고용노동부 장관으로 임명되어 2018년 9월까지 재직하였다.
2022년 제21대 후반기 국회부의장으로 선출됐다.

## 학력
- 서울광희국민학교 졸업
- 무학여자중학교 졸업
- 무학여자고등학교 졸업
- ~1997년 한국방송통신대학교 국어국문학 학사
- ~2000년 서강대학교 경제대학원 경제학 석사

## 경력
- 서울신탁은행 여자 실업농구단 선수
- 1988. 2.~1989. 11. 전국금융노동조합연맹 여성부장
- 1990. 11.~1992. 9. 서울신탁은행노동조합 정책연구실장
- 1995. 11.~1999. 2. 전국금융산업노동조합연맹(금융노련) 상임부위원장
- 1998. 4.~2001. 4. 서울지방노동청 고용평등위원회 근로자위원
- 2000 새천년민주당 노동복지특별위원회 부위원장
- 2000 새천년민주당 시민사회위원회 부위원장
- 2002 새천년민주당 당무위원
- 2002 제16대 대통령 선거 새천년민주당 노무현 대통령 후보 선거대책위원회 국민참여운동본부 부본부장
- 2003. 1.~2003. 2. 노무현 대통령직인수위원회 사회문화분과 자문위원
- 청와대 노동TㆍF팀 자문위원
- 2004년 4월 15일: 대한민국 제17대 국회의원 선거 당선(비례대표, 열린우리당, 초선)
- 2004. 10. 제17대 국회 열린우리당 정책담당 원내부대표
- 2006. 1. 열린우리당 스포츠복지행정위원
- 2006. 3. 열린우리당 재정담당 사무부총장
- 열린우리당 전국여성위원장
- 2007. 8. 대통합민주신당 스포츠문화복지행정위원
- 2008. 2.~2008. 6. 통합민주당 수석사무부총장
- 2008. 3.~2008. 4. 통합민주당 사무총장 권한대행
- 2008. 6.~2008. 7. 통합민주당 사무총장
- 2008. 4. 통합민주당 상임위원
- 2008년~2011년 민주당 서울특별시당 영등포구 갑 지역위원회 위원장
- 2009 민주당 전임위원
- 2011년 민주통합당 중앙행정위원
- 친환경무상급식 시행 위한 나쁜투표거부 영등포구시민운동본부 상임공동위원장
- 2011. 10. 2011년 하반기 재보궐선거 무소속 박원순 서울특별시장 후보 영등포구 선거대책본부 상임공동본부장
- 영등포구 교육환경개선 학부모포럼 고문
- 영등포구 태권도협회 고문
- 2011년~2013년 민주통합당 서울특별시당 영등포구 갑 지역위원회 위원장
- 2012. 1. 민주통합당 당무위원회 위원
- 2012년 4월 11일: 대한민국 제19대 국회의원 선거 당선(서울 영등포구 갑, 민주통합당, 재선)
- 2013. 1.~2013. 5. 민주통합당 비상대책위원장 비서실장
- 2013년~2014년 민주당 서울특별시당 영등포구 갑 지역위원회 위원장
- 2013년 민주당 중앙대표상임고문
- 2014년 새정치민주연합 선거관리위원회 부위원장
- 2014년 새정치민주연합 중앙행정자치연대위원
- 2014년~2015년 새정치민주연합 서울특별시당 영등포구 갑 지역위원회 위원장
- 2015. 2.~2024. 2. 더불어민주당 서울특별시당 영등포구 갑 지역위원회 위원장
- 2016년 4월 13일: 대한민국 제20대 국회의원 선거 당선(서울 영등포구 갑, 더불어민주당, 3선)
- 2016. 8.~2017. 8. 더불어민주당 서울특별시당 위원장
- 2016. 8.~2017. 7. 더불어민주당 최고위원
- 2017. 4.~2017. 5. 제19대 대통령 선거 더불어민주당 문재인 대통령 후보 공동선거대책위원회 공동조직특보단장
- 2017. 8.~2018. 9. 제6대 고용노동부 장관
- 2017~2018 대통령직속 국민경제자문회의 당연직위원
- 2020년 4월 15일: 대한민국 제21대 국회의원 선거 당선(서울 영등포구 갑, 더불어민주당, 4선)
- 2020. 9. 더불어민주당 동북아평화협력특별위원회 위원장
- 더불어민주당 전국대의원대회 의장
- 더불어민주당 문화예술특별위원장
- 2022. 7.~2024. 5. 제21대 국회 후반기 국회부의장
- 2023. 1.~2024. 3. 국회의장 직속 경제외교자문위원회 공동위원장
- 2024. 5.~ 국민의힘 서울특별시당 영등포구 갑 당원협의회 위원장

## 제17대 국회
- 2004년 5월 30일~2008년 5월 29일: 제17대 국회의원(비례대표, 열린우리당→대통합민주신당→통합민주당, 초선)
  - 제17대 국회 운영위원회 위원
  - 제17대 국회 환경노동위원회 위원
  - 제17대 국회 예산결산특별위원회 위원
  - 제17대 국회 여성가족위원회 위원

## 제19대 국회
- 2012년 5월 30일~2016년 5월 29일: 제19대 국회의원(서울 영등포구 갑, 민주통합당→민주당→새정치민주연합→더불어민주당, 재선)
  - 2012.07~2014.05: 제19대 국회 전반기 정무위원회 간사
  - 2012.07~2014.05: 제19대 국회 전반기 윤리특별위원회 위원
  - 2014.06~2016.05: 제19대 국회 후반기 환경노동위원회 위원장

## 제20대 국회
- 2016년 5월 30일~2020년 5월 29일: 제20대 국회의원(서울 영등포구 갑, 더불어민주당, 3선)
  - 2016.06~2018.05: 제20대 국회 전반기 정무위원회 위원
  - 2018.07~2020.05: 제20대 국회 후반기 과학기술정보방송통신위원회 위원

## 제21대 국회
- 2020년 5월 30일~2024년 5월 29일: 제21대 국회의원(서울 영등포구 갑, 더불어민주당→무소속→국민의힘, 4선)
  - 2020.06~2022.05: 제21대 국회 전반기 외교통일위원회 위원
  - 2020.07~2024.05: 국회세계한인경제포럼 구성의원
  - 2020.11~2024.05: 한-중남미 의회외교포럼 회장
  - 2022.07~2024.05: 제21대 국회 후반기 국회부의장
  - 2022.07~2023.06: 제21대 국회 후반기 과학기술정보방송통신위원회 위원
  - 2023.06~2024.05: 제21대 국회 후반기 보건복지위원회 위원

## 포상
- 남녀고용평등증진 공로 국민포장 수훈(1996년)

## 수상
- 제17대 국회 4년연속(04~07년) 국정감사 우수국회의원(270여 NGO 선정)
- 제17대 국회 의원발의 법안 가결율 3위(문화일보 선정)
- 제17대 국회 최우수 국회의원(한국여성유권자 연맹 선정)
- 2012년 국정감사 NGO모니터단 국정감사 우수의원
- 2013년 국정감사 NGO모니터단 국정감사 우수의원
- 2013년 법률소비자연맹 국회의원 헌정대상
- 2013년 서강경제대상 사회경제인부문
- 2014년 법률소비자연맹 국회의원 헌정대상
- 2015년 일치를 위한 정치포럼 제5회 국회를 빛낸 바른언어상 상임위 모범상
- 2015년 법률소비자연맹 국회의원 헌정대상
- 2015년 지방자치TV 대한기자협회 대한민국 의정대상
- 2016년 법률소비자연맹 제19대 국회 종합헌정대상

## 가족
- 배우자: 민긍기(閔肯基)[4](閔肯基)
- 자녀: 민여울[5](閔여울)[6]

## 역대 선거 결과
|  | 35.90% |

|  | 38.26% |

|  | 42.53% |

|  | 52.87% |

|  | 45.28% |

|  | 56.26% |

|  | 41.67% |

## 소속 정당
| 소속 정당 | 소속 정당      | 소속 기간 | 비고      |
| --------- | -------------- | --------- | --------- |
|           | 새정치국민회의 | 1999~2000 | 정계 입문 |
|           | 새천년민주당   | 2000~2003 | 합당      |
|           | 무소속         | 2003      | 탈당      |
|           | 열린우리당     | 2003~2007 | 창당      |
|           | 대통합민주신당 | 2007~2008 | 합당      |
|           | 통합민주당     | 2008      | 합당      |
|           | 민주당         | 2008~2011 | 당명 변경 |
|           | 민주통합당     | 2011~2013 | 합당      |
|           | 민주당         | 2013~2014 | 당명 변경 |
|           | 새정치민주연합 | 2014~2015 | 합당      |
|           | 더불어민주당   | 2015~2024 | 당명 변경 |
|           | 무소속         | 2024      | 탈당      |
|           | 국민의힘       | 2024~현재 | 입당      |

## 같이 보기
- 대한민국 제17대 국회의원 선거 열린우리당 후보 목록#비례대표
- 영등포구 갑
- 서울 영등포구의 국회의원
- 대한민국의 고용노동부 장관
- 대한민국의 국회부의장